# 지베르니
지베르니(Giverny)는 프랑스 노르망디 (레지옹) 외르주에 있는 코뮌이다.

## 개요

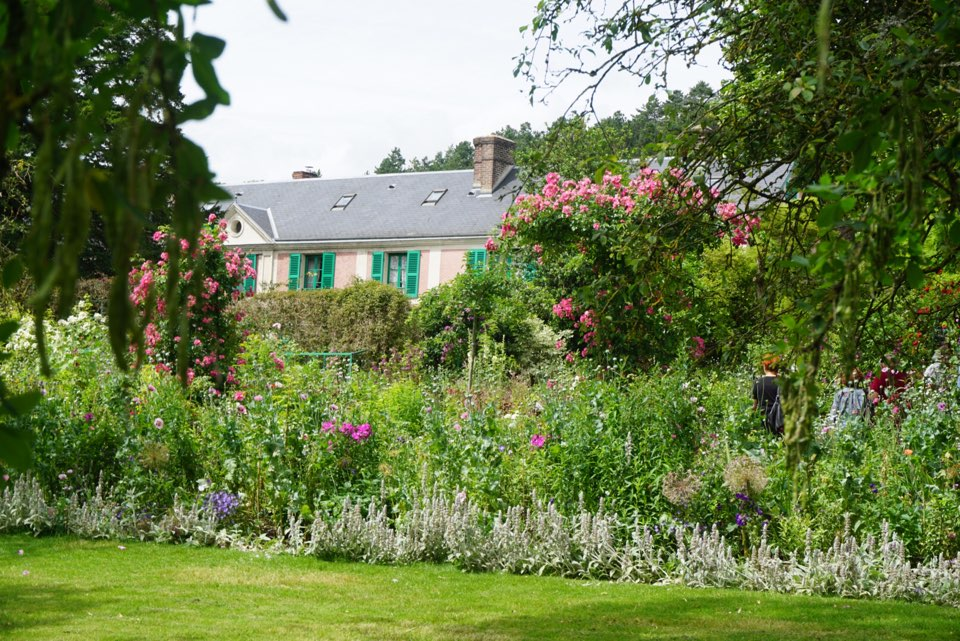
프랑스 파리 외각에 위치한 도시 지베르니, 그리고 화가 모네의 <연꽃>의 실제 모델인 모네의 정원으로 유명한 곳이다.

프랑스 파리로부터 북서쪽으로 약 80km 떨어진 지역이다. 마을로부터 서쪽 5km 지점에 위치한 도시 베르농(Vernon)에서 마을버스를 타면 이곳에 도달할 수 있다.
인상파 기법의 창시자이자 거장으로 불리는 클로드 모네는 파리에서 태어나 1883년에 노르망디 지방의 지베르니로 이사하여 남은 여생을 보냈다고 한다.
현재 이 마을에는 클로드 모네의 집과 그의 대표작인 <수련>의 실제 모델이었던 정원이 보존되어 있으며, 그 옆에는 프랑스와 미국 인상주의 예술가들의 다양한 작품이 전시되어 있는 지베르니 인상파 미술관(Musée des Impressionnismes Giverny)이 설립되어 있다. 모네 뿐 만 아니라 다른 인상파 화가들의 작품을 감상하며 시대별 인상파 기법의 미세한 변화를 감상할 수 있으며, 특히 모네의 대표작 이외에 다양한 작품을 한 눈에 볼 수 있다. 뿐만 아니라 거리에는 독특한 전통 반 목조 가옥들이 고스란히 남아있어 아름다운 마을로 유명하다.